# Trofeum Honkena
Trofeum Honkena (szw. Honkens trofé) – nagroda indywidualna w szwedzkich rozgrywkach hokeja na lodzie Elitserien / SHL przyznawana corocznie najlepszemu bramkarzowi sezonu. Wyboru dokonują Sweden Hockey Pool i Kamratföreningen Hockeyjournalisterna.
Wyróżnienie jest przyznawane od 2002, a jego nazwa trofeum pochodzi od szwedzkiego golkipera Leifa Holmqvista (ur. 1942), który nosił przydomek "Honken". Jest analogicznym odpowiednikiem Trofeum Vezina w lidze NHL.

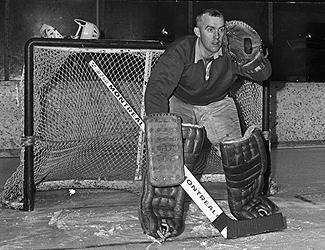
Patron nagrody Leif Holmqvist (1968)

## Nagrodzeni
- 2002 - Stefan Liv, HV71
- 2003 - Henrik Lundqvist, Frölunda
- 2004 - Henrik Lundqvist, Frölunda
- 2005 - Henrik Lundqvist, Frölunda
- 2006 - Johan Holmqvist, Brynäs
- 2007 - Erik Ersberg, HV71
- 2008 - Daniel Larsson, Djurgårdens IF
- 2009 - Johan Holmqvist, Frölunda
- 2010 - Jacob Markström, Brynäs
- 2011 - Viktor Fasth, AIK
- 2012 - Viktor Fasth, AIK
- 2013 - Gustaf Wesslau, HV71[1]
- 2014 - Linus Ullmark, MODO Hockey
- 2015 - Joel Lassinantti, Luleå HF
- 2016 - Lars Johansson, Frölunda HC
- 2017 - Oscar Alsenfelt, Malmö Redhawks
- 2018 - Viktor Fasth, Växjö Lakers
- 2019 - Adam Reideborn, Djurgårdens IF
- 2020 - brak informacji
- 2021 – Viktor Fasth, Växjö Lakers[2]